# Octrooi (belasting)

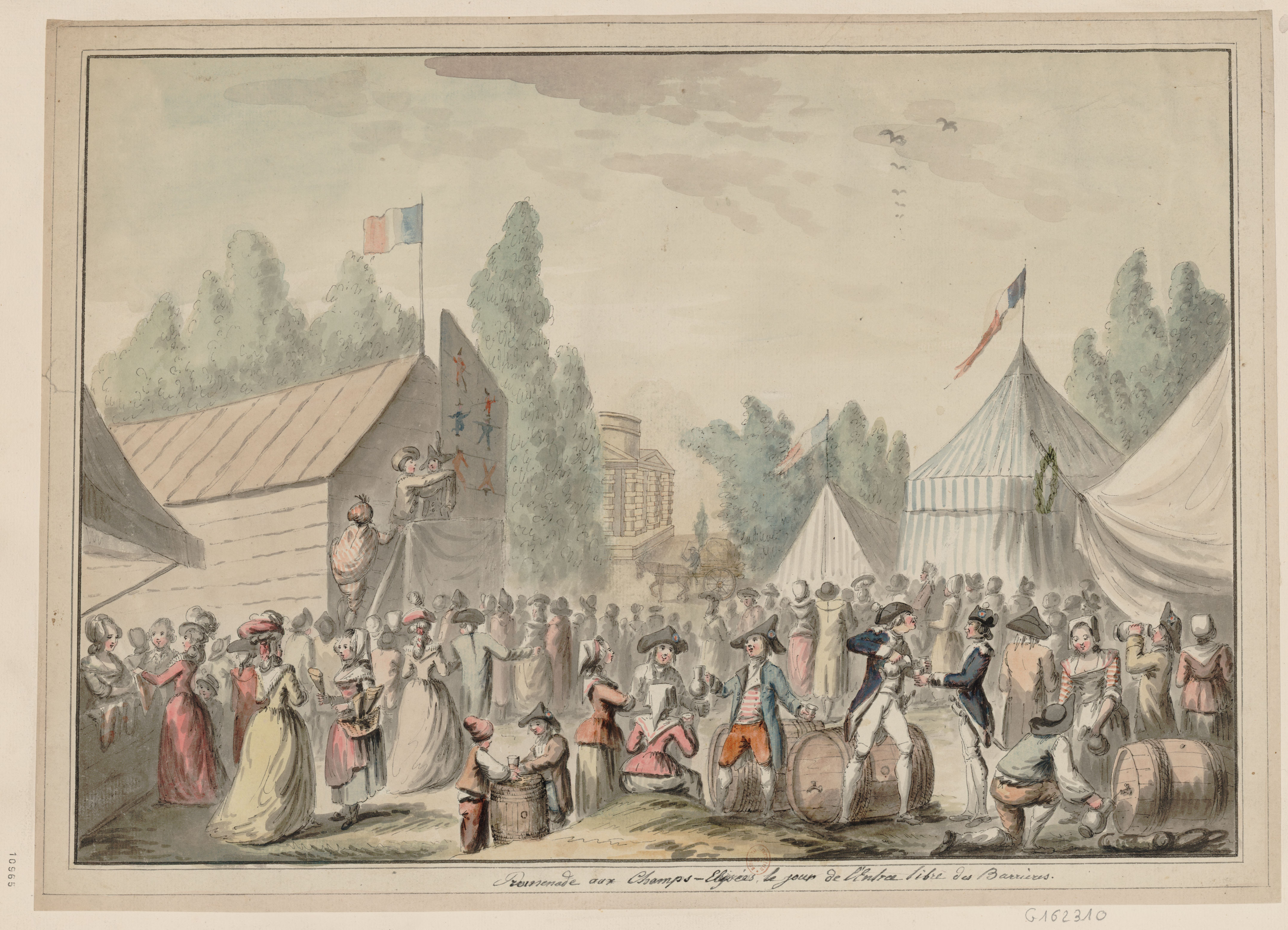
Feest in Parijs op 1 mei 1791 vanwege de afschaffing van het octrooi (Étienne Béricourt, ca. 1791)

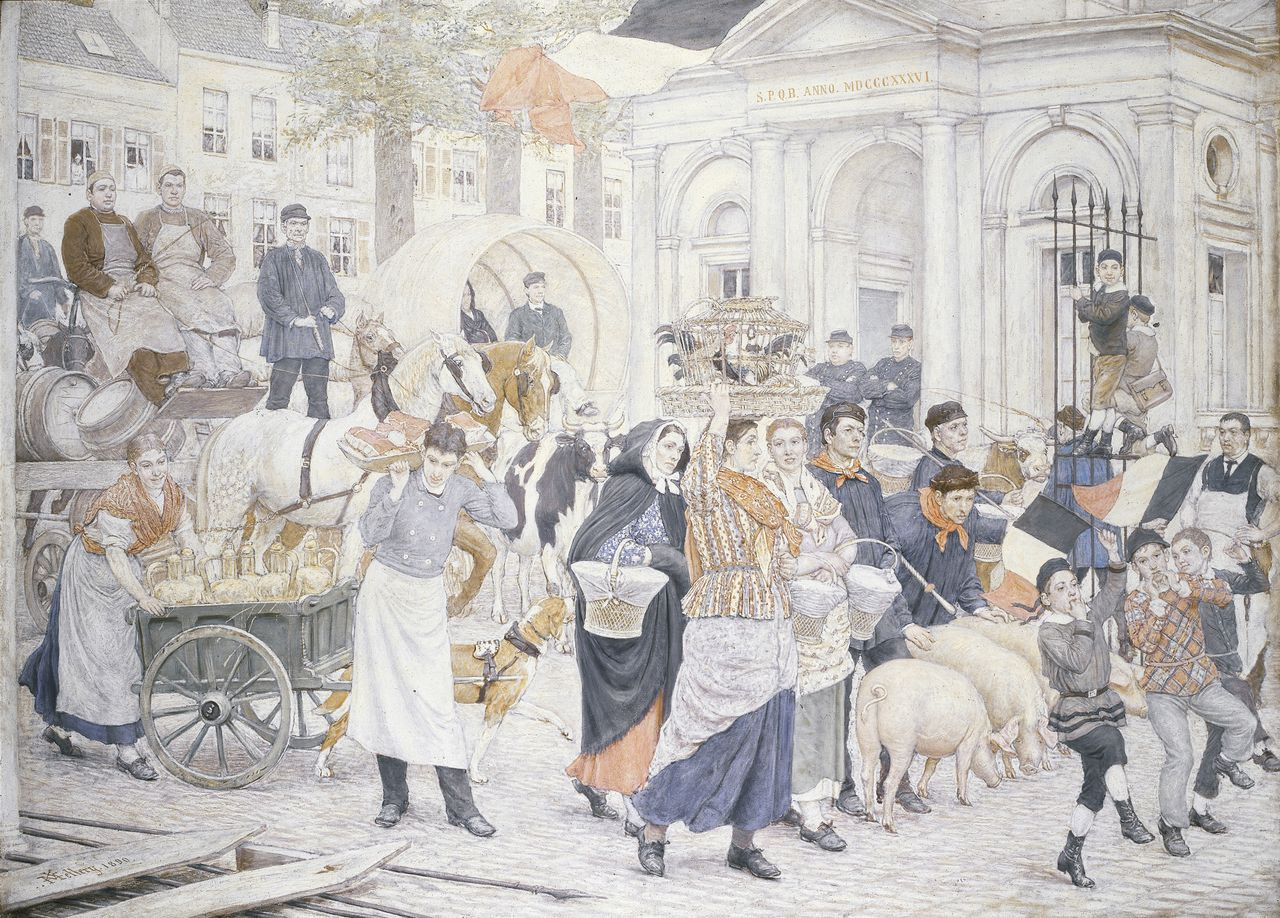
De afschaffing van het octrooirecht in 1860 (Xavier Mellery, 1890)

Het octrooi of poortgeld was een stelsel van indirecte verbruiksbelastingen op de waarde van goederen die in een gemeente werden binnengebracht. De stadsmuren of speciale octrooibarrières verzekerden de inning van deze lokale accijnzen, die verdwenen met de opkomst van binnenlandse douane-unies in de 19e eeuw. In België gebeurde de afschaffing in 1860.

## Geschiedenis
In de Romeinse tijd werden ten behoeve van het rijk vectigalia geheven op voedingsmiddelen en wijn. Met de feodalisering transformeerde dit tot tollen (tonlieux) ten bate van de heren. In Frankrijk werd het octrooi geüniformiseerd door een ordonnantie van 1681. Eind 18e eeuw werd de inning verstrengd, bijvoorbeeld door het optrekken van de Parijse Muur van de Belastingpachters, wat mee de aanleiding was voor het uitbreken van de Franse Revolutie. In juli 1789 werden in Parijs en Lyon octrooipaviljoenen aangevallen. Met ingang van 1 mei 1791 werd het octrooistelsel in Frankrijk afgeschaft. De steden mochten weliswaar nieuwe directe belastingen innen, maar bleken toch een belangrijke inkomstenbron te missen. Uiteindelijk brak het Directoire met de revolutionaire idealen en nam het de decreten van 1797 en 1798 aan, die steden en gemeenten weer toelieten octrois de bienfaisance te innen. De liefdadige insteek van het nieuwe stelsel verdween echter al gauw.

## België
Het gebied van het latere België werd in 1795 bij Frankrijk aangehecht en viel vanaf het jaar erna onder het afgeschafte octrooistelsel, dat kort nadien evenwel opnieuw werd ingevoerd. Kortrijk voerde als eerste stad op 17 december 1799 de octrooibelasting weer in. Dat jaar volgde ook Brugge en in 1800 volgden Leuven, Antwerpen en Brussel. Tegen 1810 waren er een twintigtal steden die de belasting hadden ingesteld, rond de Belgische onafhankelijkheid van 1830 al 67.
Geleidelijk groeide de weerstand tegen het systeem, maar toch bleef het nog decennia na de Belgische onafhankelijkheid bestaan. De procedures zorgden voor heel wat extra administratie bij de handel en tegen sommige belastingen groeide protest. De belasting op consumptiegoederen werd gezien als asociaal en trof ook de minder gegoeden. Vooral vanaf de jaren 1840 werd gezocht naar alternatieven en een oplossing voor het systeem. Uiteindelijk werd het op 21 juli 1860 afgeschaft. Op dat moment werd de belasting in 78 steden en gemeenten geheven. Om de gemeenten toch te blijven financieren werd het Gemeentefonds opgericht. In Gent betekende de afschaffing een enorme boost in de ontwikkeling van de textielindustrie.

## Heffing
De meeste steden zorgden zelf voor de inning van de belasting. Of men kon bij openbaar aanbod een vergunningshouder aanduiden. Die betaalde dan via het principe van winstverdeling of hij betaalde een vastgeld bedrag.
De belastingen werden meestal geïnd aan de grenzen van de stad of de gemeente, aangeduid door grenspalen. Oude steden hadden vaak stadsomwallingen met stadspoorten waarlangs de goederen moesten worden ingevoerd. Hier richtte men dan octrooibureaus in. Steden zonder poorten richtten octrooihuisjes op langs de invalswegen. Wanneer steden een haven hadden langs een rivier of kanaal, moest men ook daar aangifte doen aan een octrooikantoor.
Wanneer goederen niet voor intern gebruik waren, kon men via "doorvoer zonder stilstand" de stad doorkruisen. Binnen een bepaalde tijd moest men dan de stad weer verlaten en kreeg men de betaalde som terug. Bij een andere procedure, goederen in "transit", mocht men deze maximaal drie dagen in de stad opslaan, waarna ze moesten worden verder getransporteerd. Indien dit niet lukte, diende men ze lokaal te verkopen en toch belasting betalen.

## Voetnoten
1. ↑  Momcilo Markovic, La Révolution aux barrières: l'incendie des barrières de l'octroi à Paris en juillet 1789, in: Annales historiques de la Révolution française, 2013, nr. 2, p. 27-48